# Haliplus heydeni
Haliplus heydeni is een keversoort uit de familie watertreders (Haliplidae). De wetenschappelijke naam van de soort is voor het eerst geldig gepubliceerd in 1875 door Wehncke.